# بهبودخان جوانشیر
بهبودبیگ جوانشیر (ترکی آذربایجانی: Behbud xan Cavanşir) سیاستمدار و دیپلمات آذربایجانی بود، که مسئولیت وزارت‌های امور داخله، و تجارت و صنعت جمهوری دمکراتیک آذربایجان را به عهده داشت.

## زندگی‌نامه
بهبودبیگ جوانشیر در سال ۱۸۷۸، در روستای «آزاد قاراقویون‌لوی» استان «جوانشیر» فرمانداری «یلیزاوتپل» در امپراتوری روسیه چشم به جهان گشود. پدر او بزرگ‌ترین نوه پناهعلی‌خان جوانشیر، مؤسس و نخستین حاکم خانات قره‌باغ بود. بین سال‌های ۱۸۹۰ تا ۱۸۹۸، در «مدرسه رئالنی تفلیس» تحصیل و بر زبان آلمانی تسلط پیدا کرد. در سال ۱۹۰۲، وارد دانشگاه فنی معدن فرایبرگ شد و چهار سال بعد با اهدای لوح تقدیر از آنجا دانش‌آموخته شد. سپس راه سپار لندن شده و آنجا زبان انگلیسی را به خوبی فراگرفت.
بعد از برگشت به آذربایجان به عنوان مهندس در صنعت نفت اشتغال یافت. بنابر اسناد موجود در بایگانیها، بهبودخان به همراه احمد آغااوغلو، «گرای‌بیگ گرای‌بیگف»، محمدحسن حاجینسکی، عیسی‌بیگ آشوربیگف و «لطفعلی‌بیگ بهبودف» عضو سازمان ضدحکومت «دفاعی» بودند. در مسافرت خود به آلمان، گندم آلمانی را به قره باغ آورد که، از سوی کشاورزان بومی هم‌هوایی شد و هم‌اکنون نیز مورد استفاده است. او همچنین اولین شخصی بود، که برای نخستین بار پس از ساخت راه‌ها به قره باغ خودرو آورد. بعد از وقوع وقایع مارس در سال ۱۹۱۸، بهبودخان یکی از اعضای «کمیسیون آشتی ارامنه و آذربایجانی» شد.

## کارنامه سیاسی

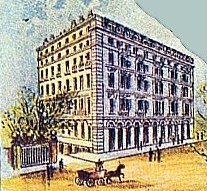
هتل پرا پالاس استانبول

بهبودبیگ جوانشیر در ۱۷ ژوئن سال ۱۹۱۸، به زمامداری وزارت امور داخله جمهوری دمکراتیک آذربایجان رسید. در ۲۸ دسامبر همان سال خلیل‌بیگ خاصمحمدف جایگزین او در این سمت شد. در ۶ اکتبر ۱۹۱۸، به معاونت وزارت تجارت و صنعت تعیین، و مدتی بعد سرپرست آن شد. افزون بر این، بهبودخان نمایندگی در مجلس ملی را نیز در کارنامه خود داشت.
به دنبال سقوط جمهوری دمکراتیک توسط بلشویک‌ها در ۲۸ آوریل سال ۱۹۲۰، و استقرار نظام شوروی بر این کشور، بهبودخان با کمک نریمان نریمانف از تعقیب قضایی و دستگیری با اتهامات جعلی وارده از سوی بلشویک‌ها نجات یافته و به اشتغال در صنعت نفت روی آورد. از آنجا که در کشور آلمان تحصیل گرفته بود، ابتدا در راس نمایندگی شوروی در برلین، و بعداً از تابستان سال ۱۹۲۱ در استانبول قرار گرفت. بهبودخان در ۱۸ جولای ۱۹۲۱، بر اثر عملیات نمسیس سازماندهی شده توسط فدراسیون انقلابی ارمنی از سوی میساک تورلاکیان و چند عضو دیگر این فدراسیون، روبروی هتل «پرا پالاس» استانبول مورد سوءقصد قرار گرفت و با ضرب گلوله به قتل رسید.